# Jan Schaap
Dit overzicht is mogelijk incompleet; u kunt helpen door het uit te breiden.
Jan Schaap (Krommenie, 1812 – aldaar, 26 juli 1889 was een Nederlandse burgemeester.
Schaap was een zoon van Lourens Schaap en Guurtje Kuijper. Hij huwde op 11 mei 1834 met Maartje Hekelaar. Schaap was van huis uit zeildoekfabrikant. Schaap werd bij K.B. van 13 december 1850 benoemd tot burgemeester van Krommenie. Op 23 december 1856 is hij op eigen verzoek ontslagen als burgemeester. Jan Schaap overleed op 77-jarige leeftijd te Krommenie.